# حصار قلعة نيو زرين
حصار قلعة نيو زرين (بالكرواتية: Utvrda Novi Zrin)‏; (بالمجرية: Új-Zrínyivár)‏; (بالتركية: Zerinvar)‏ هو حصار مفروض من جانب الدولة العثمانية وحلفاؤها من تتار القرم من جانب على قلعة نيو زرين الكرواتية وحاول الدفاع عن الحصن قوات من مملكة كرواتيا إلى جانب قوات من مملكة النمسا ومملكة المجر من جانب آخر وذلك خلال احداث الحرب العثمانية الكرواتية والحرب العثمانية النمساوية في الفترة ما بين عامي 1663 و 1664 وكان يهدف الحصار العثماني للسيطرة على القلعة التي بنيت حديثا على نهر مورا شمال كرواتيا وانتهى الحصار بدمار كامل القلعة وانسحاب القوات الكرواتية وحلفائها إلى المناطق الكرواتيا الداخلية وامتد الحصار في الفترة من 5 يونيو إلى 7 يوليو 1665.

## الخلفية التاريخية
علي الرغم من المناوشات والمعارك الصغيرة علي طول الحدود العثمانية مع كرواتيا والمجر وترانسلفانيا في بدايات عقد 1660 الا انه خيم سلام مؤقت مع انعدام للامان وعدم الاستقرار كان يبدو ان كلا الجانبين الدولة العثمانية من جهة ومملكة الهابسبورغ النمساوية من جهة أخرى يميلان إلى الاحتفاظ بذلك السلام الهش وعدم الدخول إلى معارك أخرى كبيرة انهكت كلا الطرفين على مدار العقود السابقة ولكن ليوبولد الأول من هابسبورغ البالغ من العمر عشرين عامًا ويفتقر للخبرة وتحت تأثير مستشارية القويين كان يخشي من حملة عثمانية جديده علي عاصمته فيينا والحصار المحتمل لها لذا أبقى علي اغلب قواته في فيينا والمناطق المحيطة بها، على جهته أخرى في الجبهة المضادة للعثمانين كان حليف مملكة النمسا نيكولاى زرينسكي نائب الملك الكرواتي يحاول تعزيز خط الحدود في شمال كرواتيا من خلال تحصينات جديدة من شأنها ان تتصدي للتهديدات العثمانية وبالفعل في عام 1661 بدأ زرينسكي بناء معقل جديد وهو قلعة نيو زرين عند ملتقى نهر مورا مع نهر درافا لينهى البناء عام 1662 حازل العثمانين الهجوم على القلعة عدة مرات لكن الدفاع كان قويا وناجحا.

## الحصار
في بداية يونيو 1664 كان هناك جيش عثماني كبير يقدر بحوالى اربعون الف عثماني وثلاثون ألف مقاتل من تتار القرم يقودهم فاضل أحمد باشا الكوبريللي الوزير الأعظم للدولة العثمانية وإسماعيل باشا بوسنيك عضو رئاسة أركان الجيش أما المدافعون عن القلعة كانوا حوالى ثلاثة الآلاف جندى من الكروات والالمان بينما كان معظم الجيش النمساوي الذي يقدر بثلاثون ألف رجل في معسكرة بالقرب من سان غوتهارد في انتظار نتيجة الحصار، أمر الصدر الأعظم كوبريللي في 5 يونيو 1664 ببدء القصف للقلعة مع بدء الهجوم عليها وبعد أسابيع من القصف والقتال تمكن العثمانيون من حفر الانفاق تحت أرض القلعة وتفجيرها بالبارود حيث دمرت الانفجارات القوية جدران القلعة مخلفة فتحات كبيرة باسوار القلعة مع عدد كبير من القتلي في صفوف المدافعين واضطر باقى المدافعين من الكروات الذين بقوا احياء بالتخلى عن القلعة والانسحاب إلى كرواتيا.

## وصلات خارجية
- Siege of Novi Zrin lasted from early June until early July 1664
- Rise and fall of New Zrin Castle, including final battle during June and July 1664
- Novi Zrin fort was destroyed by Turks just several years after it was built
- Novi Zrin memorial obelisk
- General Strozzi biography